# توماس إروين (سياسي)
توماس إروين هو فلاح وسياسي كندي، ولد في 21 يونيو 1889 في دمبارتون في المملكة المتحدة، وتوفي في 15 مايو 1962. حزبياً، نشط في Social Credit Party of Canada ‏ وBritish Columbia Social Credit Party ‏. وقد انتخب عضو مجلس العموم الكندي.